# Hulda Garborg
Compléments
épouse de Arne Garborg
Hulda Garborg née le 22 février 1862 et décédée le 5 novembre 1934 est une écrivaine norvégienne et l'épouse de l'écrivain norvégien Arne Garborg.

## Biographie
Elle a publié plusieurs romans, des pièces de théâtre, des recueils de poésie.
Elle est surtout connue pour ses livres sur les « folkevisor », les chansons traditionnelles à danser et sur les bunad, les costumes traditionnels norvégiens.
Hulda Garborg milite dans les rangs féministes au cours des années 1880, mais elle estime en 1904, dans son roman La femme créée par l'homme, que ces luttes sont désormais dépassées : il faut abandonner les chimères des amours platoniques et de l'amour libre pour se conformer aux lois de la nature.
Hulda Garborg, par sa proclamation du caractère sacré de la maternité, du dévouement de la femme à l'enfant, de la tradition familiale, mais aussi par sa recherche d'une foi religieuse, amorce les idées du Prix Nobel de littérature (1928) Sigrid Undset.